# ニューおれんじ
ニューおれんじは、四国開発フェリーが運航していたフェリー。

## 概要
今治造船今治工場で建造され、1983年に東予 - 大阪航路に就航した。
共有建造制度を利用して建造された船舶整備公団との共有船である。
1999年、おれんじ8の就航により引退した。
その後、2000年に中国の大連航運集団に売却され、銀河王子（Yin He Wang Zi）となった。

## 設計
多層甲板型での自動車渡船兼旅客船である。減揺装置としてアンチローリングタンクを装備、通信設備は船舶電話とVHF無線を備えていた。ランプドアは船首と船尾に設けられており、船内ランプは可動式となっていた。車両甲板から旅客区画へはエスカレーターが設置されていた。